# Stihl Tirol
Die Stihl Tirol GmbH ist ein österreichischer Hersteller von Gartengeräten. Das Unternehmen firmierte bis zum 30. Juni 2018 als Viking GmbH und ist eine 100-prozentige Tochtergesellschaft der STIHL Unternehmensgruppe. Am Sitz in Langkampfen werden unter anderem akkubetriebene Produkte hergestellt. Hinzu kommen bodengeführte Gartengeräte, die ebenfalls in Langkampfen produziert und mitentwickelt werden. 2024 beschäftigte das Unternehmen 927 Mitarbeiterinnen und Mitarbeiter.

## Geschichte

Logo bis 2018

1981 wurde Viking in Kufstein als Hersteller von Gartenhäckslern gegründet, 1984 wurde eine eigene Rasenmäher-Linie entwickelt. 1992 wurde das Unternehmen vom deutschen Maschinenbauunternehmen Stihl übernommen. 2001 übersiedelte das Unternehmen nach Langkampfen und wurde dort seither bereits mehrere Male erweitert, zuletzt im Jahr 2022.
Viking verkaufte seine Geräte auf dem europäischen Markt, seit 2008 wurden handgetragene Elektrogeräte von Viking unter der Marke STIHL angeboten.
Im Juli 2018 wurde das Unternehmen in Stihl Tirol GmbH umbenannt, seit 2019 werden die Geräte unter dem Namen Stihl vertrieben; auch die Farbe ist nun das Orange von Stihl.

### Geschäftsführer
- 1993–2011 Nikolas Stihl
- 2011–2018 Peter Pretzsch
- 2018–2022 Clemens Schaller
- seit 2023: Jan Grigor Schubert

## Kennzahlen
| Beschäftigte       | 414     | 480     | 558     | 639     | 702     | 770     | 799     | 887     | 927     |
| Umsatz in Tsd. EUR | 266.995 | 381.871 | 385.700 | 456.100 | 576.200 | 715.800 | 768.900 | 953.300 | 733.063 |